# Ku’damm-Eck

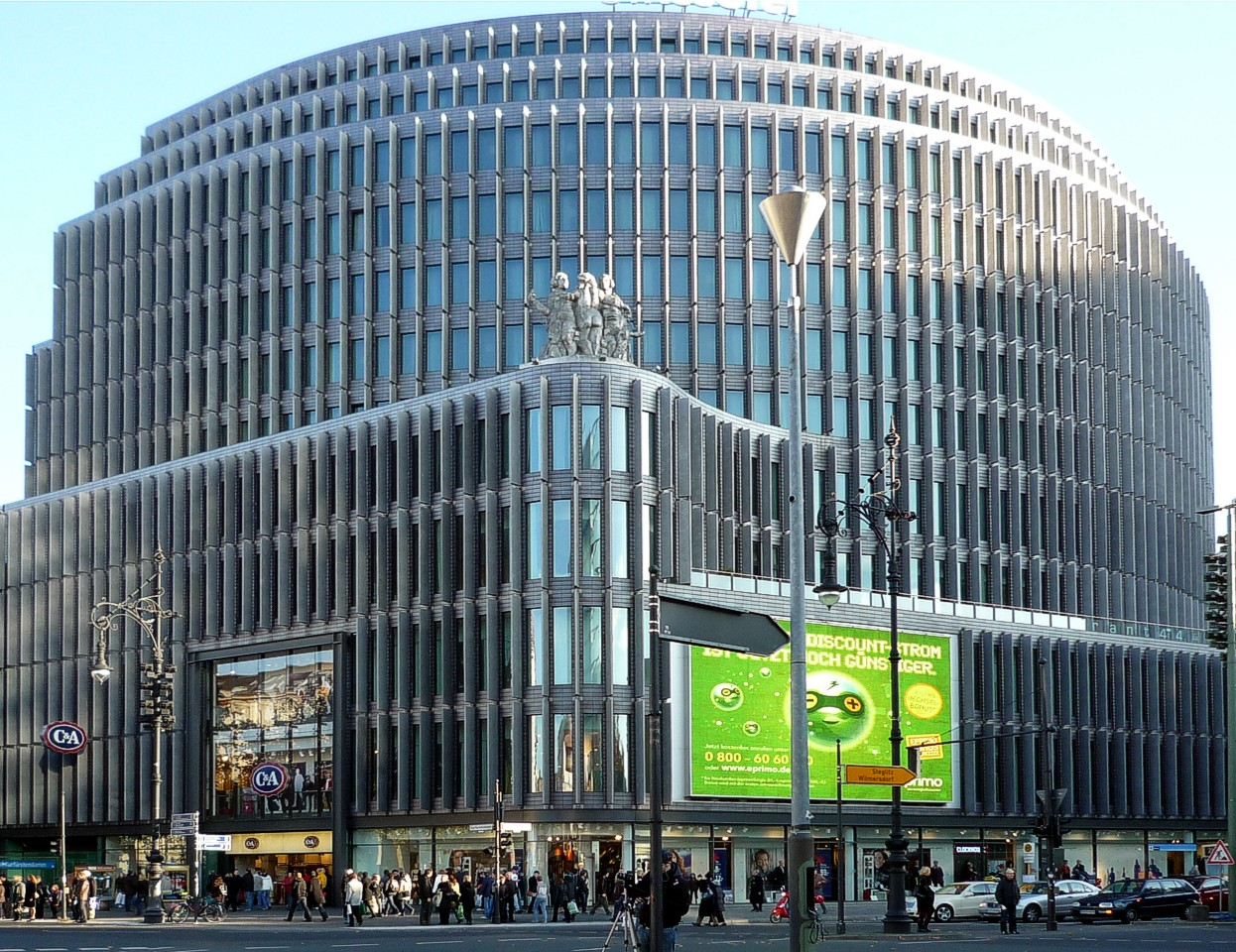
Ku’damm-Eck, 2009

Das Ku’damm-Eck ist ein Geschäftshaus im Berliner Ortsteil Charlottenburg, das zwischen 1998 und 2001 nach Entwürfen des Architekturbüros Gerkan, Marg und Partner (gmp) entworfen und an der Ecke Kurfürstendamm/Joachimsthaler Straße/Augsburger Straße errichtet wurde. An gleicher Stelle stand zuvor das 1998 abgerissene alte Ku’damm-Eck.
Dabei handelt es sich um ein zehngeschossiges 45 Meter hohes Gebäude mit zentralem Zylinderbau über einem niedrigeren wellenförmigen Sockel. Auf der vorspringenden abgerundeten Ecke des Sockels wurde das Skulpturenensemble Das Urteil des Paris von Markus Lüpertz aufgestellt. In dem Gebäude befindet sich heute eine Filiale des Bekleidungskaufhauses C&A. Bis zum 30. November 2018 befand sich hier zudem ein Hotel der Kette Swissôtel.